# Alpspitz
Alpspitz je planina u Lihtenštajn u lancu Rätikon u Istočnim Alpama, istočno od Vaduza, s visinom od 1,943 m/nm  ili 1942 m/nm.